# Debriefing (algemeen)
De term debriefing (Engels voor nabespreking) is afkomstig uit militaire kringen. Het is een bijeenkomst waarin na het beëindigen van een missie informatie wordt uitgewisseld over het verloop ervan en waarbij verdere instructies worden gegeven (welke informatie openbaar mag gemaakt worden, wat er verder te doen staat ...).

## Ruimere betekenis
Het begrip debriefing wordt nu ook ruimer gebruikt. Na een bepaalde activiteit volgt een bijeenkomst (de debriefing) waarbij een aantal zaken van het voorbije gebeuren worden overlopen, eventueel lessen getrokken, extra informatie gegeven. Dit gebeurt snel na de activiteit, zodat het gebeuren nog fris in het geheugen zit.

## Voorbeelden van debriefing
- Na grote activiteiten (muziekconcerten, inzamelacties, grote werken ...) wordt soms onmiddellijk na het eindigen ervan samengekomen met de medewerkers om snel hun bevindingen te pakken te krijgen en om hen al snel te informeren over het verloop van het geheel.
- Deelnemers aan psychologische experimenten worden dikwijls pas achteraf in een debriefing volledig ingelicht over de inhoud en bedoeling van het onderzoek[1].

## Psychologische debriefing
Psychologische debriefing is een specifieke vorm van debriefing die gericht is op emoties en als doel heeft het voorkomen van PTSS. Onderzoek toont echter aan dat dit niet werkt en zelfs soms schadelijke effecten kan hebben (zie betreffende artikel).